# 10-es busz (Tatabánya)
A tatabányai 10-es jelzésű autóbusz a Kertváros, végállomás és az Omega Park között közlekedik. A vonalat a T-Busz Tatabányai Közlekedési Kft. üzemelteti.

## Története
A buszvonalat 2018. január 1-jén indította el Tatabánya új közlekedési társasága, a T-Busz Kft.

## Útvonala
| Omega Park felé | Kertváros, végállomás felé |
| --- | --- |
| Kertváros, végállomás – Építők útja – Hadsereg utca – Szent György utca – Kertvárosi lakótelep, forduló – Szent György utca – Petőfi Sándor utca – Alkotmány utca – Hadsereg utca – Gerecse utca – Lapatári út – Rákóczi Ferenc út – Huba vezér utca – Győri út – Töhötöm vezér utca – Győri út – Ond vezér utca – Jedlik Ányos utca – Autóbusz-állomás (12) – Jedlik Ányos utca – Mozdony utca – Álmos vezér utca – Komáromi utca – Mártírok útja – Ifjúság utca – Köztársaság útja – Március 15. út – Táncsics Mihály út – Kormos út – Népház utca – Vértanúk tere – Népház utca – Szent Borbála út – Bárdos László utca – Omega Park | Omega Park – Bárdos László utca – Szent Borbála út – Népház utca – Vértanúk tere – Népház utca – Kormos út – Táncsics Mihály út – Március 15. út – Köztársaság útja – Ifjúság utca – Mártírok útja – Komáromi utca – Álmos vezér utca – Mozdony utca – Jedlik Ányos utca – Autóbusz-állomás (22) – Jedlik Ányos utca – Ond vezér utca – Győri út – Huba vezér utca – Győri út – Töhötöm vezér utca – Győri út – Rákóczi Ferenc út – Lapatári út – Gerecse utca – Hadsereg utca – Alkotmány utca – Petőfi Sándor utca – Szent György utca – Kertvárosi lakótelep, forduló – Szent György utca – Hadsereg utca – Építők útja – Kertváros, végállomás |

## Megállóhelyei
| 0  | 0  | Kertváros, végállomás végállomás | 41 | 36 | 3, 3A, 3G, 4, 4E, 8, 8L, 8S, 9, 9D, 18, 38, 38G, 52, 53, 53B, 54 |
| 1  | 1  | Kölcsey Ferenc utca              | 40 | 35 | 3, 3A, 3G, 4, 4E, 8, 8L, 8S, 9, 9D, 18, 38, 38G, 52, 53, 53B, 54 |
| 2  | 2  | Bányász Művelődési Ház           | 39 | 34 | 3, 3A, 3G, 4, 4E, 8, 8L, 8S, 9, 9D, 18, 38, 38G, 52, 53, 53B, 54 |
| 3  | 3  | Gerecse utca                     | 38 | 33 | 3, 3A, 3G, 4, 4E, 8, 8L, 8S, 9, 9D, 18, 38, 38G, 52, 53, 53B, 54 |
| 4  | ∫  | Kertvárosi lakótelep             | 37 | ∫  | 3G, 3L, 4, 4E, 8L, 9, 9D, 18, 38, 38G, 52, 53, 53B, 53I, 54, 59B |
| 5  | 5  | Kertvárosi lakótelep, forduló    | 36 | 31 | 3G, 3L, 8L, 18, 38, 38G |
| 6  | 6  | Kertvárosi lakótelep             | 35 | 30 | 3G, 3L, 4, 4E, 8L, 9, 9D, 18, 38, 38G, 52, 53, 53B, 53I, 54, 59B |
| 7  | 7  | Petőfi Sándor utca               | 34 | 29 | |
| 9  | 9  | Kertváros, alsó                  | 32 | 27 | 8, 8L, 8S, 18, 38, 38G |
| ∫  | ∫  | Lapatári utca                    | 31 | 26 | 3, 3A, 3G, 3L, 8, 8L, 8S, 18, 38, 38G, 52, 52I, 53, 53B, 53I, 59B |
| 14 | 13 | Töhötöm vezér utca               | 27 | 23 | 2, 3, 3A, 3G, 3L, 5P, 11, 15, 38, 38G, 53, 53B, 53I, 57 804, 8400, 8462, 8463, 8465, 8466, 8467 |
| 16 | 15 | Piac tér                         | 25 | 21 | 2, 5P, 11, 15, 38, 38G, 55, 57 804, 8400, 8462, 8463, 8465, 8466, 8467 |
| 18 | 17 | (12) Autóbusz-állomás (22)       | 23 | 19 | 1, 1G, 2, 5, 5P, 6, 9, 9D, 11, 15, 16, 26, 26R, 50, 55, 57, 70 770, 804, 814, 822, 823, 824, 8400, 8402, 8403, 8406, 8410, 8423, 8432, 8435, 8436, 8437, 8441, 8442, 8462, 8463, 8464, 8465, 8466, 8467, 8472, 8479 1758, 1824, 1841, 1843, 1845, 1848, 1850, 1851 S10 G10 S12 IC, EC, EN, gyorsvonat, expresszvonat, |
| ∫  | ∫  | Álmos vezér utca                 | 21 | 17 | 6, 9, 9D, 53I, 59B, 59I, 70 |
| 21 | 20 | Fő tér                           | 20 | 16 | 2, 3, 3A, 3G, 3L, 6, 9, 9D, 16, 38, 38G, 53, 53B, 57, 59B, 59I, 70 8443 |
| 23 | 21 | Mártírok útja                    | 18 | 15 | 2, 3, 3A, 3G, 3L, 6, 9, 9D, 16, 38, 38G, 53, 53B, 57, 59B, 59I, 70 8443 |
| 24 | 22 | Ifjúság út                       | 17 | 14 | 2, 3, 3A, 3G, 3L, 6, 9, 9D, 16, 38, 38G, 53, 53B, 57, 59B, 59I, 70 8443 |
| 26 | 23 | Kodály Zoltán Iskola             | 15 | 12 | 5, 5P, 6, 8, 8L, 15, 16, 18, 38, 38G, 53B, 53I, 55, 57, 59B 822, 823, 824, 8406, 8410, 8423, 8432, 8435, 8436, 8437, 8442, 8443, 8472 1784 |
| 28 | 24 | József Attila Művelődési Ház     | 13 | 11 | 3, 3A, 3G, 3L, 52, 52I, 53, 53I, 70 |
| 29 | 25 | Táncsics Mihály út               | 12 | 10 | 3, 3G, 3L, 18, 52, 52I, 53, 53I |
| 30 | 26 | Autópálya elágazás               | 11 | 9  | 3, 3G, 3L, 18, 52, 52I, 53, 53I |
| 32 | 28 | Hármashíd                        | 9  | 7  | 3, 3A, 3G, 3L, 8, 8L, 8S, 18, 38, 38G, 53B 822, 824, 8406, 8410, 8423 |
| 33 | 29 | Vértanúk tere                    | 8  | 6  | 3, 3A, 3G, 3L, 5, 5P, 8, 8L, 8S, 18, 38, 38G, 53B, 59B 822, 824, 8406, 8410, 8423, 8435, 8437, 8472 |
| 35 | 30 | Népház                           | 6  | 5  | 3, 3A, 3G, 3L, 5, 5P, 8, 8L, 8S, 18, 38, 38G, 53B, 59B |
| 36 | 31 | Sportpálya                       | 5  | 4  | 1, 1G, 4, 4E, 5, 5P, 6, 11, 16, 51, 51B, 59B 822, 824, 8406, 8410, 8423, 8432, 8435, 8436, 8437, 8443, 8460, 8472 |
| 38 | 33 | Szent Borbála út                 | 3  | 2  | 1, 1G, 4, 4E, 5, 5P, 6, 11, 16, 51, 51B, 59B 822, 824, 8406, 8410, 8423, 8432, 8435, 8436, 8437, 8443, 8460, 8472 |
| 39 | 34 | Kormányhivatal                   | ∫  | ∫  | 1, 1G, 4, 4E, 5, 5P, 6, 11 822, 823, 824, 8406, 8410, 8423, 8432, 8435, 8436, 8437, 8442, 8443, 8472 |
| 40 | 35 | Omega Park végállomás            | 0  | 0  | 1, 1G, 2, 4, 4E, 5, 5P, 6, 11, 15, 16, 52, 52I, 55 8410, 8442 |